# Jens Langkniv (album)
 For alternative betydninger, se Jens Langkniv (flertydig). (Se også artikler, som begynder med Jens Langkniv)
Jens Langkniv eller Lars Lilholt Band (album) er titlen på Lars Lilholt Bands andet album fra 1984. Det var det første album hvor bandets navn var på.
Jens Langkniv blev indspillet i Lars, Tine og Kristians forældres hus.

## Spor
- "Jens Langkniv"
- "Ridderen af den hvide hingst"
- "Rosinante"
- "Psalmecyklen"
- "Dyrene"
- "Colasangen"
- "9. november 1979"
- "Jeg vil ha´ lov"
- "Morgenstjernen"
- "Giv altid håbet den længste frist"

## Musikere
- Lars Lilholt (Sang, Violin, Krumhorn, Percussion, Klokkespil
- Kristian Lilholt (Kor, Guitar, Orgel, Synthesizer, Percussion)
- Tine Lilholt (kor, Tværfløjte, Blokfløjte)
- Tommy Kejser (kor, Bas)
- Gert Vincent (Trommer, Guitar)